# Saint-Brès (Hérault)
Saint-Brès – miejscowość i gmina we Francji, w regionie Oksytania, w departamencie Hérault.
Według danych na rok 1990 gminę zamieszkiwało 1958 osób, a gęstość zaludnienia wynosiła 403 osoby/km² (wśród 1545 gmin Langwedocji-Roussillon Saint-Brès plasuje się na 199. miejscu pod względem liczby ludności, natomiast pod względem powierzchni na miejscu 1018.).